# Remparts de Tours
Ne doit pas être confondu avec Enceinte de Tours.
Les Remparts de Tours sont un club français de hockey sur glace fondé en 2010 et évoluant en division 1 depuis la saison 2014-2015.
Après la disparition des Diables noirs de Tours en 2010, les Remparts de Tours leur succèdent.
Le club est présidé par Sofia Vigneux et l'équipe première est entraînée par Stéphane Gros.

## Historique
À la suite de la liquidation judiciaire de l'ASGT championne de France en 1980 sous le nom des Mammouths de Tours, un nouveau club de hockey est créé à Tours.
L’équipe senior s’engage dans le championnat de Division 3 pour la saison 2010-2011. À l’issue de la saison régulière, les Remparts terminent premier du Groupe A, ce qui les qualifient pour le carré final. Durant cette phase, Tours se positionne 4e, soit dernier, ne pouvant être promu en D2.
À la suite de la défection des clubs de Cergy-Pontoise, Deuil-Garges et Viry dans leurs championnats respectifs, la CNSCG s'est réunie et a rendu un verdict entraînant la montée des Remparts en Division 2 pour la saison 2011-2012.
Lors de la saison 2013-2014, le club accède à la finale des play-offs et est promu en Division 1.
Le club est finaliste de D1 lors de la saison 2022-2023, mais perd en 3 matchs face à Épinal.

### Bilans
| Saison    | Division   | Phases                                                           | Résultats                                                  | Classement final            |
| --------- | ---------- | ---------------------------------------------------------------- | ---------------------------------------------------------- | --------------------------- |
| 2010-2011 | Division 3 | Groupe A Huitièmes de finale Quarts de finale Carré final        | 1re/7 Asnières II Limoges 4e/4                             | 52e · Repêché en Division 2 |
| 2011-2012 | Division 2 | Poule B Huitièmes de finale Quarts de finale Demi-finales        | 1er/10 La Roche-sur-Yon Val-Vanoise Amnéville              | 31e Maintien en Division 2  |
| 2012-2013 | Division 2 | Poule B Huitièmes de finale                                      | 5e/9 Asnières                                              | 39e Maintien en Division 2  |
| 2013-2014 | Division 2 | Poule B Huitièmes de finale Quarts de finale Demi-finales Finale | 2e/9 Évry Valence Val-Vanoise Toulouse-Blagnac             | 30e · Montée en Division 1  |
| 2014-2015 | Division 1 | Poule unique Quarts de finale                                    | 6e/13 Nice                                                 | 20e Maintien en Division 1  |
| 2015-2016 | Division 1 | Poule unique                                                     | 10e/14                                                     | 24e Maintien en Division 1  |
| 2016-2017 | Division 1 | Poule unique Quarts de finale                                    | 4e/13 Brest                                                | 18e Maintien en Division 1  |
| 2017-2018 | Division 1 | Poule unique Quarts de finale                                    | 5e/14 Nantes                                               | 19e Maintien en Division 1  |
| 2018-2019 | Division 1 | Poule unique                                                     | 9e/14                                                      | 23e Maintien en Division 1  |
| 2019-2020 | Division 1 | Poule unique Quarts de finale                                    | 5e/14 (Tours est sanctionné d'un retrait de 3 points) Caen | 19e Maintien en Division 1  |
| 2020-2021 | Division 1 | Poule A                                                          | 6e/7 (Tours est sanctionné d'un retrait de 3 points)       | 24e Maintien en Division 1  |
| 2021-2022 | Division 1 | Poule unique Play Out (poule de maintien)                        | 13e/14 (Tours est sanctionné d'un retrait de 6 points)     | 25e Maintien en Division 1  |
| 2022-2023 | Division 1 | Poule unique Quarts de finale Demi-finale Finale                 | 6e/14                                                      | 14e Maintien en Division 1  |

## Palmarès
- Compétitions féminines
  - Championnat de France : 2019, 2022, 2023, 2024
- Compétitions de jeunes
  - U20 Excellence : 2018 et 2019.
  - U18 Elite B : 2014.

## Joueurs actuels
Entraîneur : Stéphane Gros
| No    | Nom                   | Nat. | Position         | Arrivée                               |
| ----- | --------------------- | ---- | ---------------- | ------------------------------------- |
| +031, | Sébastien Raibon      |      | Gardien de but   | 2021 - Brûleurs de loups de Grenoble  |
| +011, | Mathieu Buttin        |      | Défenseur        | 2020 - Jokers de Cergy-Pontoise       |
| +049, | Alexis Sansfaçon      |      | Défenseur        | 2021 - Patriotes de l'UQTR            |
| +061, | Alexis Birolini – C   |      | Défenseur        | 2020 - Dogs de Cholet                 |
| +064, | Fabien Métais         |      | Défenseur/Ailier | 2020 - Diables rouges de Briançon     |
| +068, | Guillaume McSween – A |      | Défenseur        | 2021 - Bisons de Neuilly-sur-Marne    |
| +004, | Julien Msumbu         |      | Ailier           | 2021 - Scorpions de Mulhouse          |
| +005, | Kevan Lévêque         |      | Attaquant        | 2021 - Taureaux de feu de Limoges     |
| +009, | Elie Raibon           |      | Ailier           | 2021 - Vipers de Montpellier          |
| +010, | Peter Bourgaut – A    |      | Attaquant        | 2018 - Diables rouges de Briançon     |
| +019, | Matthew Newbury       |      | Ailier           | 2021 - Cool FM 103,5 de Saint-Georges |
| +015, | Pablo Maltas          |      | Attaquant        | Formé au club                         |
| +091, | David Camy-Sarty      |      | Attaquant        | Formé au club                         |
| +096, | Mathieu Ayotte        |      | Centre           | 2021 - Bisons de Neuilly-sur-Marne    |

### Les capitaines
Voici la liste des capitaines de l'histoire des Remparts de Tours :
| Période   | Nom du (des) joueur(s) | Nationalité(s) |
| --------- | ---------------------- | -------------- |
| 2002-2003 | François Gleize        | France         |
| 2003-2004 | Sébastien Decaens      | Canada         |
| 2004-2005 | François Gleize        | France         |
| 2005-2006 | Radek Štěpán           | Tchéquie       |
| 2006-2008 | Dominic Perna          | Italie         |
| 2008-2009 | Radek Štěpán           | Tchéquie       |
| 2009-2010 | François Gleize        | France         |
| 2011-2012 | Geoffrey Paillet       | France         |
| 2012-2013 | Matej Kiška            | Slovaquie      |
| 2013-2015 | Geoffrey Paillet       | France         |
| 2015-2016 | Alexis Birolini        | France         |
| 2016-2018 | Eric David             | Canada         |
| 2018-2020 | Peter Bourgaut         | France         |
| 2020-     | Alexis Birolini        | France         |

### Les logos

Ancien logo principal
Logo secondaire
Logo administratif
Logo administratif depuis 2011
Logo principal
Logo spécial célébrant les 50 ans du hockey à Tours (avec la fondation de l'ASGT en 1972).

La mascotte de l'équipe tourangelle est Rempy, un lézard bleu avec un maillot floqué du numéro 37, indicatif du département d'Indre-et-Loire
Au cours de la saison 2010-2011, Tours, bien qu’en D3, avait le 5e public de France toutes divisions confondues avec une moyenne de 1700 spectateurs par match. C'est également le meilleur taux de remplissage en Indre-et-Loire alors que le football (TFC) évolue en Ligue 2 à cette époque, le volley-ball (Tours Volley-Ball) en Ligue A et le handball (SCT) en division 2.

### Animation
Les RT Girls sont les pom-pom girls des Remparts, la saison 2010-2011 fut la 3e saison de leur existence. Elles ont commencé leur activité en 2008 soutenant l'ancien club des Diables noirs de Tours.[réf. nécessaire]